# Charlotte Dujardin
Charlotte Dujardin, CBE (* 13. Juli 1985 in Enfield), ist eine britische Dressurreiterin und Einzel-Olympiasiegerin. Zusammen mit ihrem Wallach Valegro hält sie die Prozentrekorde in den drei schwersten Dressurprüfungen.

## Werdegang
In ihrer Jugend ritten Charlotte Dujardin und ihre ältere Schwester in Ponywettbewerben. Als Ponyreiterin gewann sie die Ponywettbewerbe bei der Horse of the Year Show als auch bei der Royal International Horse Show. Ihre ersten Erfahrungen im Dressurreiten erzielte sie bei der Trainerin Debbie Thomas. Bei dieser durfte sie im Alter von dreizehn Jahren erstmals ein auf Grand Prix-Niveau ausgebildetes Pferd reiten.
Im Alter von 16 Jahren beendete sie ihre Schullaufbahn und arbeitete in Folge als „working pupil“ (entspricht ungefähr einer Praktikantin) bei der Dressurreiterin Judith „Judy“ Harvey, wo sie über mehrere Jahre blieb. In dieser Zeit begann sie, Fernandez, ein von ihrer Mutter erworbenes damals dreijähriges Pferd, auszubilden. Zudem bekam sie hier die Möglichkeit, Wow Voyager zu reiten. Mit diesem wurde sie als Reservereiterin für die Europameisterschaft der Jungen Reiter 2006 nominiert.
Im Februar 2007 bestritt Dujardin eine Unterrichtseinheit bei Carl Hester. Dieser bot ihr an, für zehn Tage bei ihm im Stall auszuhelfen. Seit diesem Zeitpunkt ist sie in Hesters Stall tätig. Ebenfalls im Jahr 2007 gewann sie mit Fernandez die nationale Meisterschaft für siebenjährige Dressurpferde. Im Jahr 2010 gewann sie mit Valegro die Britischen Meisterschaften auf Prix St. Georges-Niveau.
Im Jahr 2011 bestritt Charlotte Dujardin ihre erste Saison auf Grand Prix-Niveau. Im Januar 2011 startete sie erstmals in einem nationalen Grand Prix de Dressage, in Addington Manor bei Buckingham, und gewann diesen mit Valegro – der ihr von Carl Hester zur Verfügung gestellt wird – mit einer Wertnote von über 74 Prozent. Im März 2011 gewann sie ihre ersten internationalen Grand Prix-Dressuren, in Vidauban, mit Valegro. Im Juli 2011 startete sie erstmals beim CDIO 5* im Rahmen des CHIO Aachen. Hier erreichte sie mit der britischen Mannschaft den zweiten Rang in der Teamwertung. In Hickstead gewann sie den Grand Prix Spécial des dortigen CDI 5*-Turniers.
Aufgrund ihrer Erfolge wurde sie für die britische Mannschaft bei den Europameisterschaften im Dressurreiten in Rotterdam nominiert. Hier gewann sie mit Valegro Mannschaftsgold, wurde im Grand Prix Spécial Sechste und in der Kür Neunte.
Zum Abschluss des Jahres nahm sie mit Valegro an der Olympia London International Horse Show teil. Hier gewann sie den Grand Prix de Dressage mit persönlicher Bestleistung: Sieg mit 81,043 Prozent. In der dortigen Weltcupkür wurde sie mit 83,700 % Zweite.
Beim Turnier Horses & Dreams in Hagen a.T.W. stellte sie im April 2012 mit Valegro einen neuen Weltrekord auf. Mit 88,022 % löste sie den Rekord von Edward Gal und Totilas als bestes Ergebnis im Grand Prix Spécial ab. Dujardins Rekord wurde im Gegensatz zu Gals Rekord jedoch im extra für die Olympischen Spiele 2012 erstellten, verkürzten Grand Prix Spécial erritten. Dieser wurde zum Jahresende 2012 wieder abgeschafft.
Ihren Karrierehöhepunkt erreichte sie vor heimischem Publikum: Nachdem sie bei den Olympischen Sommerspielen 2012 in London bereits als beste Mannschaftsreiterin mit der britischen Dressurequipe Gold gewonnen hatte, wurde sie auch Einzel-Olympiasiegerin. Mit Valegro siegte sie mit einem Vorsprung von fast zwei Prozent.
Ihren ersten gemeinsamen Turnierauftritt seit den Olympischen Spielen hatten Dujardin und Valegro bei der Olympia London International Horse Show. Hier erreichten sie im Grand Prix ein Ergebnis von 84,447 Prozent – neuer Weltrekord. Ein Jahr später stellte sie mit Valegro an selber Stelle einen neuen Weltrekord in der Grand Prix Kür auf (93,975 Prozent) und ist damit Weltrekordhalterin in den drei schwersten Dressurprüfungen. Bei den Europameisterschaften 2013 gewann Dujardin mit Valegro beide Einzel-Goldmedaillen, mit der Mannschaft gewann sie Bronze.
Im April 2014 nahm sie erstmals an einem Weltcupfinale teil: das Finale in Lyon gewann sie mit 92,179 Prozent. Einen Tag zuvor hatte sie im Grand Prix einen neuen Rekord aufgestellt, mit Valegro kam sie auf ein Ergebnis von 87,129 Prozent. Bei der Olympia London International Horse Show 2014 toppten Dujardin und Valegro ihre Rekorde im Grand Prix und in der Grand Prix Kür erneut (87,460 %, 94,300 %).
Bei den Europameisterschaften 2015 gewann Dujardin erneut zwei Goldmedaillen in der Einzelwertung, in der Kür jedoch nur mit hauchdünnem Vorsprung vor Kristina Bröring-Sprehe und Desperados FRH. Daraufhin gönnte Dujardin Valegro eine fast elfmonatige Turnierpause und ging mit ihm erst einen Monat vor den Olympischen Spielen wieder an den Start. Bei diesem letzten Test in Hartpury gewannen beide in Grand Prix und Grand Prix Kür. Bei den Olympischen Spielen 2016 in Rio de Janeiro sicherten Charlotte Dujardin und Valegro als stärkstes Paar ihrer Equipe Großbritannien die Mannschafts-Silbermedaille. In der Einzelwertung reichte es für beide nochmals (mit einer Wertung von 93,857 Prozent) zum Gewinn der Goldmedaille.
Mit nur 14 Jahren wurde Valegro bei der Olympia London International Horse Show im Dezember 2016 aus dem Turniersport verabschiedet. Der Wallach sollte jedoch weiter geritten und bei Schauvorführungen eingesetzt werden.
Im Folgejahr stellte Dujardin Carl Hesters späteres Championatspferd Delicato auf ersten internationalen Turnieren vor und führte zusammen mit Hester die Ausbildung ihrer Zukunftshoffnung fort, deren Beritt sie 2015 übernommen hatte: Erstmals im April 2018 stellte Charlotte Dujardin die Stute Freestyle auf einem internationalen Turnier vor. Sie gewannen dort Grand Prix und Grand Prix Kür, letztere bereits mit über 81 Prozent. Auch bei den folgenden drei CDI-Turnieren in Großbritannien waren beide in den Prüfungen siegreich. Bei den Weltreiterspielen 2018 konnten Dujardin und Freestyle diese Leistungen auf gegen die internationale Top-Konkurrenz wiederholen: Im Grand Prix halfen 77,764 % der britischen Equipe beim Gewinn der Bronzemedaille, im Grand Prix Spécial brachten 81,489 Prozent dem Paar auch die Einzel-Bronzemedaille.
Im Grand Prix der Europameisterschaften 2019 kam Dujardin zunächst mit über 81 Prozent auf das zweitbeste Einzelergebnis. An der linken Flanke ihres Pferdes Freestyle wurde jedoch Blut festgestellt, was zum Ausschluss vom Wettbewerb führte.
Bei den britischen Meisterschaften 2020, die aufgrund der COVID-19-Pandemie im Dezember zum sonst üblichen Termin der Olympia London International Horse Show stattfanden, knackte Dujardin erstmals seit der Verabschiedung von Valegro die 90-Prozent-Marke. Bei den in Hartpury durchgeführten Meisterschaften gewann sie die Gesamtwertung. In der Kür siegte sie mit Freestyle mit 90,200 %, mit ihrem Nachwuchspferd Gio kam sie auf 88,050 %. Nach weiteren Turnieren im Frühjahr 2021 entschied sich Dujardin, mit Gio bei den Olympischen Sommerspielen in Tokio an den Start zu gehen. Dort gewann sie zwei Bronzemedaillen. Auch beim zweiten Championat des Jahres 2021, den Europameisterschaften in Hagen, war Charlotte Dujardin mit Gio am Start. Hier gewann sie mit der Mannschaft Silber und in der Einzelkonkurrenz der Grand Prix Kür Bronze.
Neben ihrer Turnierkarriere übernimmt Dujardin auch das Dressurtraining von Vielseitigkeitsreitern wie Sam Griffiths oder dem sechsfachen Olympiateilnehmer Mark Todd.
Von September 2013 bis Januar 2016 war Charlotte Dujardin mit Valegro ununterbrochen Weltranglistenführende. Diesen Rang hatte sie erstmals im September 2012 inne.

## Vorwurf der Tierquälerei, Olympia-Verzicht und Sperre
Die dreimalige Goldmedaillen-Gewinnerin zog ihre Teilnahme am 23. Juli 2024 kurz vor dem Start der Olympischen Sommerspiele 2024 in Paris zurück, nachdem ein über zwei Jahre altes Trainingsvideo aufgetaucht war, in dem sie ihr Pferd dutzendfach peitschte. Kurz darauf sperrte der Weltverband FEI sie zunächst bis auf Weiteres. Im Dezember 2024 wurde die Sperre für ein Jahr, rückwirkend ab dem 23. Juli, ausgesprochen. Außerdem müsse sie eine Geldstrafe in Höhe von 10.000 Schweizer Franken zahlen.

## Pferde
Aktuelle Turnierpferde:

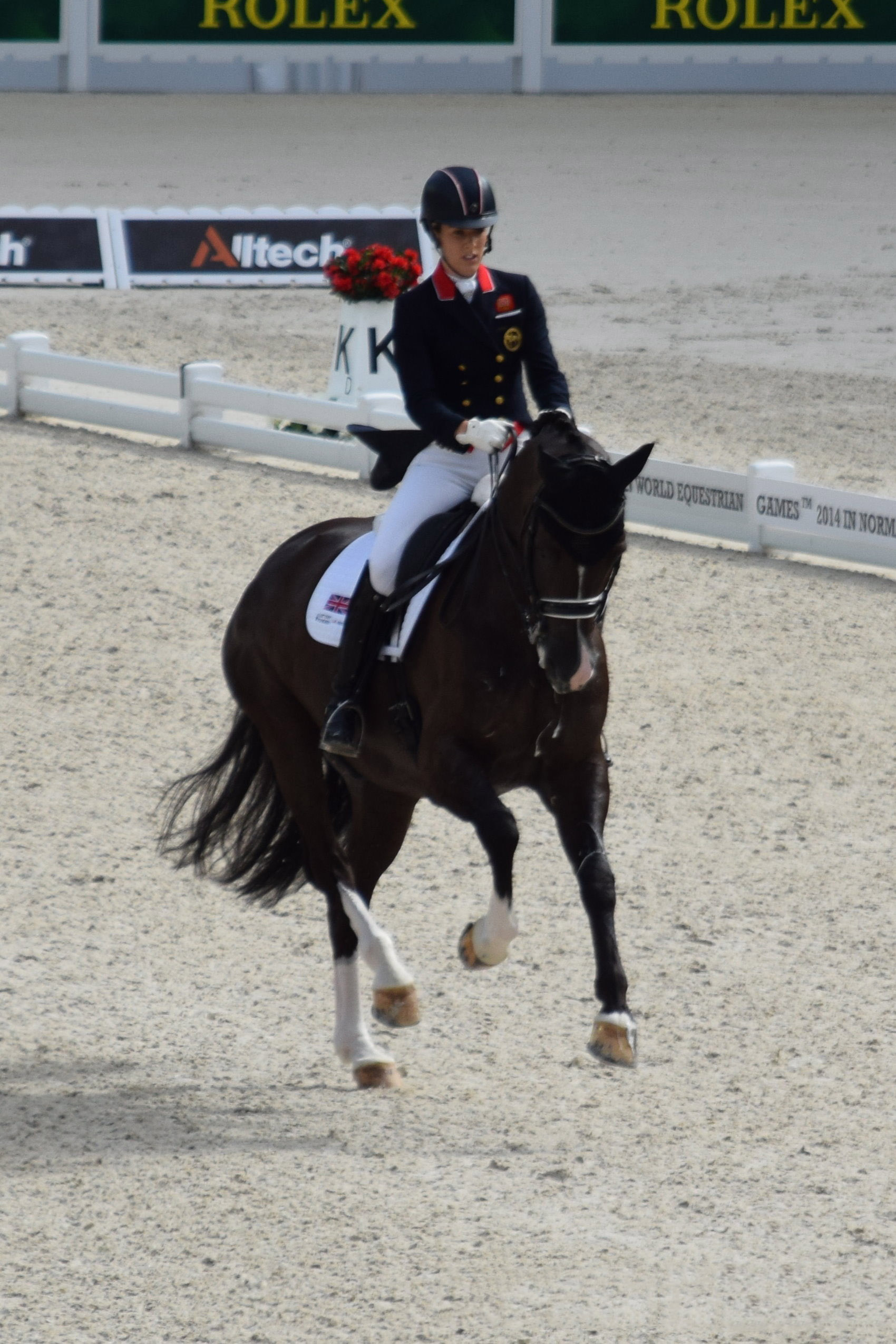
Charlotte Dujardin und Valegro bei den Weltreiterspielen 2014

- Quinn G. (* 2018), DWB-Fuchsstute, Vater: Quaterhit, Muttervater: Fassbinder
- Mon Amour (* 2017), Hannoveraner Rapphengst, Vater: Martinez, Muttervater: De Niro
- Alive And Kicking (* 2014), Westfale Rappstute, Vater: All At Once, Muttervater: Fürst Piccolo

Ehemalige Turnierpferde:
- Valegro (* 2002), dunkelbrauner KWPN-Wallach, Vater: Negro, Muttervater: Gershwin; im Dezember 2016 aus dem Sport verabschiedet[23]
- Uthopia (* 2001), schwarzbrauner KWPN-Hengst, Vater: Métall, Muttervater: Inspekteur, ab 2013 zeitweilig von Charlotte Dujardin geritten; aus dem Sport verabschiedet[24]
- Fernandez (* 2000, ursprünglicher Name: Forkus), Westfale Fuchswallach, Vater: Florestan I, Muttervater: Weinberg, ab November 2011 von Cathrine Rasmussen geritten[25], zuletzt im März 2016 von ihr im internationalen Sport eingesetzt
- Gio (* 2011), KWPN-Fuchswallach, Vater: Apache, Muttervater: Glock's Tango, im Oktober 2021 an Annabella Pidgley verkauft
- Mount St John Freestyle (* 2009), dunkelbraune Hannoveraner Stute, Vater: Fidermark, Muttervater: Donnerhall[26], seit Oktober 2023 von Cathrine Laudrup-Dufour geritten
- Mount St John VIP (* 2011), dunkelbraune Oldenburger Stute, Vater: Vivaldi, Muttervater: Donnerhall, seit Mai 2021 von Emma Blundell geritten
- Florentina (* 2010), KWPN-Schimmelstute, Vater: Vivaldi, Muttervater: Rubels, seit Juni 2022 von Laura Behnke geritten
- Times Kismet (* 2015), braune KWPN-Stute, Vater: Ampère, Muttervater: Lord Leatherdale, seit Oktober 2024 von Jessica von Bredow-Werndl geritten
- Imhotep (* 2013), KWPN-Fuchswallach, Vater: Everdale, Muttervater: Vivaldi, im Oktober 2024 von Diana Porsche gekauft und geritten

## Erfolge
- Olympische Sommerspiele:

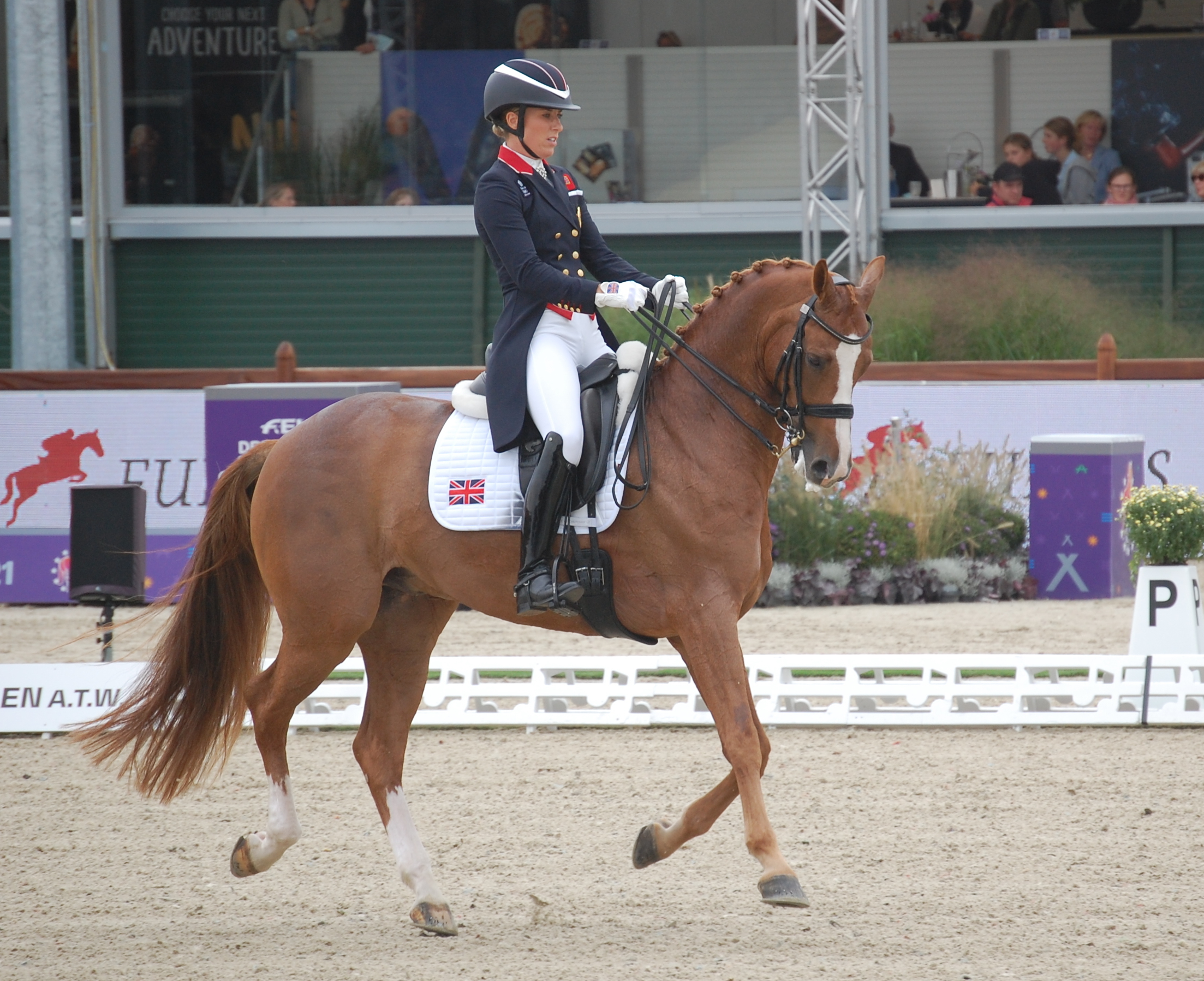
Charlotte Dujardin und Gio bei den Europameisterschaften 2021

  - 2012, London: mit Valegro 1. Platz in der Einzelwertung, 1. Platz mit der Mannschaft
  - 2016, Rio de Janeiro: mit Valegro 1. Platz in der Einzelwertung, 2. Platz mit der Mannschaft
  - 2020 (2021), Tokio: mit Gio 3. Platz in der Einzelwertung, 3. Platz mit der Mannschaft
- Weltmeisterschaften:
  - 2014, Normandie: mit Valegro 1. Platz im Grand Prix Spécial und in der Grand Prix Kür, 2. Platz mit der Mannschaft
  - 2018, Tryon: mit Freestyle 3. Platz im Grand Prix Spécial, 3. Platz mit der Mannschaft
- Europameisterschaften:
  - 2011, Rotterdam: mit Valegro 1. Platz mit der Mannschaft, 6. Platz im Grand Prix Spécial, 9. Platz in der Grand Prix Kür
  - 2013, Herning: mit Valegro 3. Platz mit der Mannschaft, 1. Platz im Grand Prix Spécial, 1. Platz in der Grand Prix Kür
  - 2015, Aachen: mit Valegro 2. Platz mit der Mannschaft, 1. Platz im Grand Prix Spécial, 1. Platz in der Grand Prix Kür
  - 2021, Hagen a. T. W.: mit Gio 2. Platz mit der Mannschaft, 4. Platz im Grand Prix Spécial, 3. Platz in der Grand Prix Kür
- Weltcupfinale:
  - 2014, Lyon: mit Valegro 1. Platz
  - 2015, Las Vegas: mit Valegro 1. Platz